# Джейсон Борн (серия фильмов)
«Джейсон Борн» (англ. Jason Bourne film series) — серия фильмов-боевиков, состоящая из пяти частей, выпущенных с 2002 по 2016 год, основанная на романах Роберта Ладлэма о Джейсоне Борне — бывшем сотруднике ЦРУ и профессиональном убийце, потерявшем память. Серия фильмов состоит из тетралогии («Идентификация Борна», «Превосходство Борна», «Ультиматум Борна» и «Джейсон Борн», где главную роль играет Мэтт Деймон) и спин-оффа серии «Эволюция Борна», где главную роль играет Джереми Реннер.

## Сводная таблица фильмов и сериалов

### Фильмы
| Фильм               | Дата выхода     | Режиссёр      | Сценарист(ы)                            | Сюжет                             | Продюсеры                                                                            |
| ------------------- | --------------- | ------------- | --------------------------------------- | --------------------------------- | ------------------------------------------------------------------------------------ |
| Идентификация Борна | 14 июня 2002    | Даг Лайман    | Тони Гилрой и Уильям Блейк Херрон       | Тони Гилрой и Уильям Блейк Херрон | Даг Лайман, Патрик Кроули и Ричард Гладштэйн                                         |
| Превосходство Борна | 23 июля 2004    | Пол Гринграсс | Тони Гилрой                             | Тони Гилрой                       | Фрэнк Маршалл, Патрик Кроули и Пол Сандберг                                          |
| Ультиматум Борна    | 3 августа 2007  | Пол Гринграсс | Тони Гилрой, Джордж Нолфи и Скотт Бёрнс | Тони Гилрой                       | Фрэнк Маршалл, Патрик Кроули и Пол Сандберг                                          |
| Эволюция Борна      | 10 августа 2012 | Тони Гилрой   | Дэн Гилрой и Тони Гилрой                | Тони Гилрой                       | Бен Смит, Фрэнк Маршалл, Патрик Кроули и Джеффри Вейнер                              |
| Джейсон Борн        | 29 июля 2016    | Пол Гринграсс | Пол Гринграсс и Кристофер Роуз          | Пол Гринграсс и Кристофер Роуз    | Бен Смит, Мэтт Деймон, Фрэнк Маршалл, Пол Гринграсс, Грегори Гудмен и Джеффри Вейнер |

### Сериал
| Название  | Сезоны | Серии | Трансляция в США | Трансляция в США | Шоураннер | Канал       |
| Название  | Сезоны | Серии | Начало           | Конец            | Шоураннер | Канал       |
| --------- | ------ | ----- | ---------------- | ---------------- | --------- | ----------- |
| Тредстоун | 1      | 10    | 24 сентября 2019 | 17 декабря 2019  | Тим Кринг | USA Network |

## Фильмы

### Идентификация Борна
Джейсон Борн владеет отличными навыками рукопашного боя и умеет обращаться практически с любым оружием и транспортом. А ещё он страдает тяжёлой формой амнезии и совершенно не помнит, откуда и зачем у него все эти таланты. Две недели назад Джейсона полуживого выловил в Средиземном море экипаж итальянского рыболовецкого судна. У него на спине были обнаружены следы огнестрельных ранений, а в бедре — вживлённый под кожу чип с номером банковского счета в Цюрихе. Пытаясь по этим скудным зацепкам выяснить свою личность и, возможно, восстановить память, Джейсон отправляется в Цюрих. Именно в банковском хранилище молодой человек узнаёт, что его имя Джейсон Борн. Помимо этого, он также находит в сейфе несколько поддельных паспортов, все с его фотографией, большую сумму денег, оружие и предположительно свой домашний адрес в Париже. В посольстве США Борн знакомится с девушкой Мари, которая соглашается отвезти его в Париж за солидное вознаграждение. Борн упрямо ищет подсказки из своей прошлой жизни, но вскоре начинает осознавать, что чем больше он узнаёт, тем большей опасности подвергается. По следам Борна идёт неизвестный наемный убийца и ЦРУ, и от того, как быстро он сможет вспомнить всё, зависит его жизнь и жизнь Мари, которую он втянул в смертельную игру…

### Превосходство Борна
Три года прошло с тех пор, как Джейсон Борн оборвал все связи с ЦРУ и затаился в маленьком индийском городке на побережье моря. Вместе со своей возлюбленной Мари Кройц начал новую жизнь подальше от правительственных миссий, убийств и секретных проектов. И хотя он так до конца и не вспомнил своё прошлое, собственное будущее теперь занимает его куда больше. Счастливой идиллии, однако, приходит конец, когда тёмное прошлое Борна вновь настигает его. Мари погибает от пули неизвестного киллера, а чудом избежавший смерти Джейсон отправляется в Неаполь, чтобы узнать, кто ведёт на него охоту и зачем. Вскоре после своего приезда Борн выясняет, что его подставили: кто-то оставил его отпечатки пальцев на бомбе, найденной в отеле на месте убийства агента ЦРУ. Единственный шанс доказать свою невиновность — найти истинного виновника до того, как его самого настигнет ЦРУ. Но чтобы сделать это, Борн должен вспомнить своё первое дело, ведь именно к нему ведут все ниточки.

### Ультиматум Борна
Бывший правительственный агент Джейсон Борн вынужден вновь выйти из своего укрытия, когда лондонский корреспондент Саймон Росс неожиданно печатает статью, разоблачающую секретную операцию «Блэкбрайар». Операция проходила в рамках проекта Тредстоун, частью которого был сам Борн. Понимая, что Россу может быть известно что-то о его прошлом, Джейсон решает назначить встречу. К несчастью, статья Росса также привлекла внимание ЦРУ, которые не прощают подобных утечек информации. Понимая, что у журналиста есть свой информатор внутри организации, заместитель директора ЦРУ Ноа Воссен приказывает установить за Россом слежку, чтобы вычислить его личность. Однако когда на встречу с Россом неожиданно приходит Борн, их обоих приказывают убить. Гонка на время вновь началась. У Борна осталось слишком мало времени, чтобы узнать личность осведомителя Росса в ЦРУ и добраться до него раньше людей Воссена, иначе Джейсон рискует потерять последнюю зацепку, которая могла бы пролить свет на его истинную личность.

### Эволюция Борна
Сюжет четвёртой части знаменитой франшизы завязывается вокруг нового главного героя, некоего Аарона Кросса (Джереми Реннер), секретного агента правительства, который обучался в той же программе, что и Джейсон Борн, и теперь вынужден столкнуться лицом к лицу с последствиями, вызванными действиями Борна в первых трёх фильмах. Оказавшись вовлечённым в смертоносную сеть заговоров и интриг, Аарон должен разобраться, кто стоит за всем этим, и найти способ выбраться из этой передряги живым. Прошлое покрыто мраком тайн, доверять нельзя никому, а расслабиться — значит умереть. Маятник качнулся, и новая битва не на жизнь, а на смерть началась.

### Джейсон Борн
Мир на грани катастрофы, а значит пришло время ему вернуться. Неаполь, Мюнхен, Нью-Йорк — его имя знают повсюду. Элитный суперагент, лучший из лучших, даже в Лас-Вегасе игра пойдет по его правилам. Он — Джейсон Борн.

## Возможный  Шестой фильм
В ноябре 2023 года стало известно, что студия Universal Pictures запустила в разработку шестой фильм о Джейсоне Борне, снять который может немецкий режиссёр Эдвард Бергер,  снявший На Западном фронте без перемен.

## Актёры и персонажи
| Персонаж                           | Фильм                     | Фильм                | Фильм                | Фильм                | Фильм                |                      |
| Персонаж                           | Идентификация Борна       | Превосходство Борна  | Ультиматум Борна     | Эволюция Борна       | Джейсон Борн         |                      |
| ---------------------------------- | ------------------------- | -------------------- | -------------------- | -------------------- | -------------------- | -------------------- |
| Джейсон Борн / Дэвид Уэбб          | Мэтт Деймон               | Мэтт Деймон          | Мэтт Деймон          | (сцена воспоминания) | Мэтт Деймон          |                      |
| Николетт Парсонс                   | Джулия Стайлз             | Джулия Стайлз        | Джулия Стайлз        |                      | Джулия Стайлз        |                      |
| Мари Хелена Кройц                  | Франка Потенте            | Франка Потенте       | (сцена воспоминания) |                      |                      |                      |
| Уорд Эбботт                        | Брайан Кокс               | Брайан Кокс          | (на фото/озвучка)    |                      |                      |                      |
| Дэнни Зорн                         | Гэбриэл Мэнн              | Гэбриэл Мэнн         |                      |                      |                      |                      |
| Мартин Маршалл                     | Дэвид Селбёрг             | Томас Арана          |                      |                      |                      |                      |
| Александр Честер Конклин           | Крис Купер                | (сцена воспоминания) |                      |                      |                      |                      |
| Профессор                          | Клайв Оуэн                | (сцена воспоминания) |                      |                      | (сцена воспоминания) | (сцена воспоминания) |
| Никвана Вомбози                    | Адевале Акиннуойе-Агбадже |                      | (на фото)            |                      | (сцена воспоминания) |                      |
| Памела Ленди                       |                           | Джоан Аллен          | Джоан Аллен          | Джоан Аллен          |                      |                      |
| Том Кронин                         |                           | Том Галлоп           | Том Галлоп           |                      |                      |                      |
| Кирилл                             |                           | Карл Урбан           |                      |                      |                      |                      |
| Джарда                             |                           | Мартон Чокаш         |                      |                      |                      |                      |
| Доктор Альберт Хирш                |                           |                      | Альберт Финни        | Альберт Финни        | (сцена воспоминания) |                      |
| Ноа Воссен                         |                           |                      | Дэвид Стрэтэйрн      | Дэвид Стрэтэйрн      |                      |                      |
| Эзра Креймер                       |                           |                      | Скотт Глен           | Скотт Глен           |                      |                      |
| Рэй Уиллс                          |                           |                      | Кори Джонсон         | Кори Джонсон         |                      |                      |
| Саймон Росс                        |                           |                      | Пэдди Консидайн      | (сцена воспоминания) |                      |                      |
| Паз                                |                           |                      | Эдгар Рамирес        | (сцена воспоминания) |                      |                      |
| Деш Буксани                        |                           |                      | Джой Анса            |                      | (сцена воспоминания) |                      |
| Мартин Кройц                       |                           |                      | Даниэль Брюль        |                      |                      |                      |
| Аарон Кросс / Кеннет Джеймс Китсон |                           |                      |                      | Джереми Реннер       |                      |                      |
| Доктор Марта Шеринг                |                           |                      |                      | Рэйчел Вайс          |                      |                      |
| Эрик Байер                         |                           |                      |                      | Эдвард Нортон        |                      |                      |
| Турсо                              |                           |                      |                      | Стейси Кич           |                      |                      |
| Номер 3                            |                           |                      |                      | Оскар Айзек          |                      |                      |
| Хэзер Ли                           |                           |                      |                      |                      | Алисия Викандер      |                      |
| Роберт Дьюи                        |                           |                      |                      |                      | Томми Ли Джонс       |                      |
| Актив                              |                           |                      |                      |                      | Венсан Кассель       |                      |
| Эрон Каллур                        |                           |                      |                      |                      | Риз Ахмед            |                      |
| Крэйг Джефферс                     |                           |                      |                      |                      | Ато Эссандо          |                      |
| Ричард Уэбб                        |                           |                      |                      |                      | Грегг Генри          |                      |

## Приём

### Кассовые сборы
Серию фильмов о Джейсоне Борне критики приняли положительно, также серия имела коммерческий успех. «Ультиматум» завоевал три «Оскара» в категориях «лучший монтаж», «лучший звук» и «лучший монтаж звука». «Превосходство Борна» и «Ультиматум Борна» также выиграл кинопремию «Империя» в категории «лучший фильм».
| Фильм               | Дата релиза     | Box office доход | Box office доход | Box office доход | Box office рейтинг | Box office рейтинг | Бюджет       | Ссылка |
| Фильм               | Дата релиза     | США              | За рубежом       | По всему миру    | Всего в США        | Всего в мире       | Бюджет       | Ссылка |
| ------------------- | --------------- | ---------------- | ---------------- | ---------------- | ------------------ | ------------------ | ------------ | ------ |
| Идентификация Борна | 14 июня 2002    | $121 661 683     | $92 372 541      | $214 034 224     | #464               | #604               | $60 000 000  | [ 4 ]  |
| Превосходство Борна | 23 июля 2004    | $176 241 941     | $112 258 276     | $288 500 217     | #230               | #409               | $75 000 000  | [ 5 ]  |
| Ультиматум Борна    | 3 августа 2007  | $227 471 070     | $215 353 068     | $442 824 138     | #129               | #199               | $110 000 000 | [ 6 ]  |
| Эволюция Борна      | 10 августа 2012 | $113 203 870     | $162 940 880     | $276 144 750     | #524               | #427               | $125 000 000 | [ 7 ]  |
| Джейсон Борн        | 1 сентября 2016 | $162 434 410     | $253 050 504     | $415 484 914     | #267               | #219               | $120 000 000 | [ 8 ]  |
| Всего               | Всего           | $801 012 974     | $835 975 269     | $1 636 988 243   |                    |                    | $490 000 000 |        |

### Критика и отзывы
| Фильм               | Rotten Tomatoes    | Rotten Tomatoes    | Metacritic      |
| Фильм               | Общий              | Cream of the Crop  | Metacritic      |
| ------------------- | ------------------ | ------------------ | --------------- |
| Идентификация Борна | 83 % (186 отзывов) | 86 % (14 отзывов)  | 68 (38 отзывов) |
| Превосходство Борна | 81 % (191 отзыв)   | 87 % (15 отзывов)  | 73 (39 отзывов) |
| Ультиматум Борна    | 93 % (258 отзывов) | 100 % (18 отзывов) | 85 (38 отзывов) |
| Эволюция Борна      | 56 % (219 отзывов) | 44 % (18 отзывов)  | 61 (42 отзыва)  |
| Джейсон Борн        | 56 % (264 отзыва)  |                    | 58 (50 отзывов) |
| Средний рейтинг     | 74 %               | 77 %               | 69              |